# Частина 11: Спадкоємиця
Частина 11: Спадкоємиця — одинадцятий епізод американського телевізійного серіалу «Мандалорець» і друга частина другого сезону. Написана Джоном Фавро та зрежисована Метью Дженсеном, випущена на «Disney+» 13 листопада 2020 року. Головну роль грає Педро Паскаль — Мандалорець, самотній мисливець за головами. Українською мовою серія озвучена студією «Стругачка».

## Зміст
Ледь живий «Гострий гребінь» на досвітловій швидкості летить в напрямі планети Траск. Посадку Мандо здійснює вручну; пального є лише на гальмування. При посадці «Гострий гребінь» сідає повз платформу в маре. Портовий кран витягає корабель; кальмароподібний місцевий житель береться оживити корабель. Опинившись на Траску, Леді-Жаба возз'єднується зі своїм чоловіком. Чоловік Леді-Жаби повідомляє — необхідну інформацію він отримає в рибальському трактирі. Мандалорець разом з Дитям сідають на рибальський сейнер, слідуючи за підказкою, яку члени команди мають про інших мандалорців — вона виявляється засідкою. На сейнері Мандо і Дитя заковтує тварина в кораблі.
Їх рятують троє інших мандалорців. І раптом його рятівники знімають шоломи. Бо-Катан називає Мандо «одним з них» — Легендою минулих часів. Мандо на реактивному ранці покидає сейнер, решта мандалорців підривають корабель. В порту брат загиблої кальмароподібної істоти з помічниками намагається вбити Мандо й викрасти Дитя. Мандалорці перебирають на себе провину смерті істоти і в бою ліквідують загрозу для Мандо і Дитини. Бо-Катан Крайз заручається його допомогою в захопленні зброї імперського вантажного корабля в обмін на інформацію про місцеперебування джедаїв. Перед операцією Мандо лишає Дитя в родині Леді-Жаби. Під пильним поглядом Малюка ікринки вилуплюються.
Після посадки на корабель імперців Бо-Катан демонструє, що їх основна мета — захопити корабель разом зі зброєю для військових зусиль по відвоюванню Мандалора. Імперський командир нижчого рангу закриває атакуючих в кімнаті управління вантажами — мандалорці викидають імперців відкриттям люків.
Розуміючи небезпеку, Ґідеон інструктує капітана розбити корабель. Його спроба зірвана Бо-Катан, яка запитує капітана про місцезнаходження Темного меча. Капітан покінчує з життям самогубством. Бо-Катан пропонує Мандалорцю місце в її рядах, але він відмовляється. Вона повідомляє Мандо про джедайку Асоку Тано в місті Калодан на лісовій планеті Корвус.
Після того, як «Гострий гребінь» частково відремонтований, Мандалорець і Дитя вирушають з Траска.

## Створення
Епізод серіалу Джоном Фавро, режисером був Брайс Даллас Говард. Персонаж Бо-Катан Крайз був створений Дейвом Філоні і вперше з'явився 2011 року в мультсеріалі «Зоряні війни: Війни клонів (мультсеріал, 2008)». Сакгофф було важко вжитися в роль Крайз. Вона хотіла, щоб персонаж відчувався знайомим, але більше і краще, ніж раніше. Сакгофф сказала, що цей досвід здавався таким, ніби вона — анімований персонаж Кролик Роджер, який досліджує реальний світ. Сакгофф вважала Бо-Катану королівською та стоїчною, і не хотіла, щоб її обличчя було занадто виразним, але також не хотіла, щоб її виступ був занадто жорстким і «дерев'яним». Говард з гумором порівняв її із Піноккіо і похвалив Сакгофф. Були великі дискусії щодо того, як виглядатиме її зачіска. Це мало бути реалістичним, але також знайомим. Оскільки вона працювала над іншим серіалом для Netflix, Сакгофф не могла фарбувати волосся, тому їй довелося використовувати перуку.
Послідовність проходження атмосфери стала даниною поваги фільму «Аполлону 13» режисера Рона Говарда. Портовий кран є модифікованим AT-AT.
Дизайнер костюмів Шавна Трпчіч доручила скульптору Хосе Фернандесу та його студії «Айронхед» виготовити мандалорські обладунки для Бо-Катани та Коски. Відмітну зачіску для Коски створила стилістка Марія Сандовал.

## Сприйняття
На «Rotten Tomatoes» епізод отримав рейтинг схвалення 98 % на основі відгуків 47 критиків, із середнім рейтингом 8,32/10. Консенсус критиків вебсайту такий: «Брайс Даллас Говард повертається до камери, щоб створити насичений екшн, який має достатньо великодніх яєць, щоб уникнути неприємних випадків, одночасно створюючи багато захопливих подій».
Ноель Мюррей з «Нью-Йорк таймс» похвалив режисера Брайса Далласа Говарда: «Обидва епізоди „Мандалорів“ Говарда збалансували захопливі послідовності дій з тихішими моментами серіалу. Мюррей насолоджувався своєю роботою». Пол Макіннес з «Ґардіан» зазначав: «Для мене найкращими фрагментами епізоду цього тижня були дві окремі сцени кораблів, що мчали до планети, дуже схожі на те, що вони збираються піти на удар із бризками — це були насичені телевізійні гострі відчуття». Г'ю Фуллертон із «Radio Times» надав епізоду оцінку 4 із 5 можливих і написав: «Враховуючи, наскільки скупа оповідь для „Мандалорця“ в першому сезоні, було цікаво побачити, наскільки складнішим — і пов'язаним із попередніми знаннями про „Зоряні війни“ — це стає другим серйозним сезоном». Оглядач Кіт Фіппс журналу «New York Magazine» надав серії 4 з 5 балів й похвалив написання, більш глибоко пов'язане із міфологією «Зоряних воєн». Кеті Райф, оглядачка «The A.V. Club», надала епізоду оцінку «Б». Вона похвалила епізод за додавання нових рис характеру Мандалорця та радість спостерігати, як «штурмовиків знімають на льоту, ніби відлітає дерев'яна тріска з-під бензопили». Вона була розчарована тим, що імперський капітан у виконанні Тіта Веллівера говорив з американським, а не із британським акцентом, як попередні імперці. Райф вважала задум Леді-Жаби «солодким та зворушливим».
Станом на березень 2021 року на сайті Internet Movie Database серія отримала рейтинг схвалення 8.8 із можливих 10 при 17956 голосах.

## Знімались
- Педро Паскаль — Мандалорець
- Місті Росас — Леді-Жаба
- Саша Бенкс — Коска Ревю
- Кеті Сакгофф — Бо-Катан Крайз
- Саймон Кассіанідес — Екс Вайвс
- Тітус Веллівер — імперський капітан
- Джанкарло Еспозіто — Мофф Гідеон
- Кевін Дорф — офіцер